# Мілоциці (Олавський повіт)
Мілоциці (пол. Miłocice) — село в Польщі, у гміні Єльч-Лясковиці Олавського повіту Нижньосілезького воєводства.
Населення — 632 особи (2011).
У 1975-1998 роках село належало до Вроцлавського воєводства.

## Демографія
Демографічна структура станом на 31 березня 2011 року:
|          | Загалом | Допрацездатний вік | Працездатний вік | Постпрацездатний вік |
| -------- | ------- | ------------------ | ---------------- | -------------------- |
| Чоловіки | 324     | 71                 | 230              | 23                   |
| Жінки    | 308     | 76                 | 171              | 61                   |
| Разом    | 632     | 147                | 401              | 84                   |